# Antigua catedral de Santa Sofía (Kiev)
La Antigua Catedral de Santa Sofía o simplemente Catedral católica de Santa Sofía y posteriormente Iglesia de San Pedro y San Pablo (en ucraniano: Собор Святої Софії; en latín: Sancta Sophia, Capitulo et Canonicis Cathedralis Ecclesiae Kioviencis) es el nombre que recibe un catedral católica que se encontraba en la ciudad de Kiev, la capital del país europeo de Ucrania. Fue transformada en una iglesia ortodoxa y posteriormente demolida durante la era soviética. La actual catedral católica principal esta ahora dedicada a San Nicolás.
Se trata de la más antigua e histórica catedral latina en Kiev , la sede del obispado de la Iglesia Católica en la Diócesis de Kiev, que perteneció desde 1412 a la metrópoli de Leópolis.
Empezó como una capilla de madera que se quemó en el año 1017. Una iglesia de ladrillo fue construida sólo entre los años 1614 y 1633. Fue reconstruida en 1724.
En 1920 la iglesia fue cerrada al culto. Desde 1930 este edificio fue utilizado como almacén de los Archivos Centrales de Ucrania.